# Kościół św. Macieja w Andrychowie

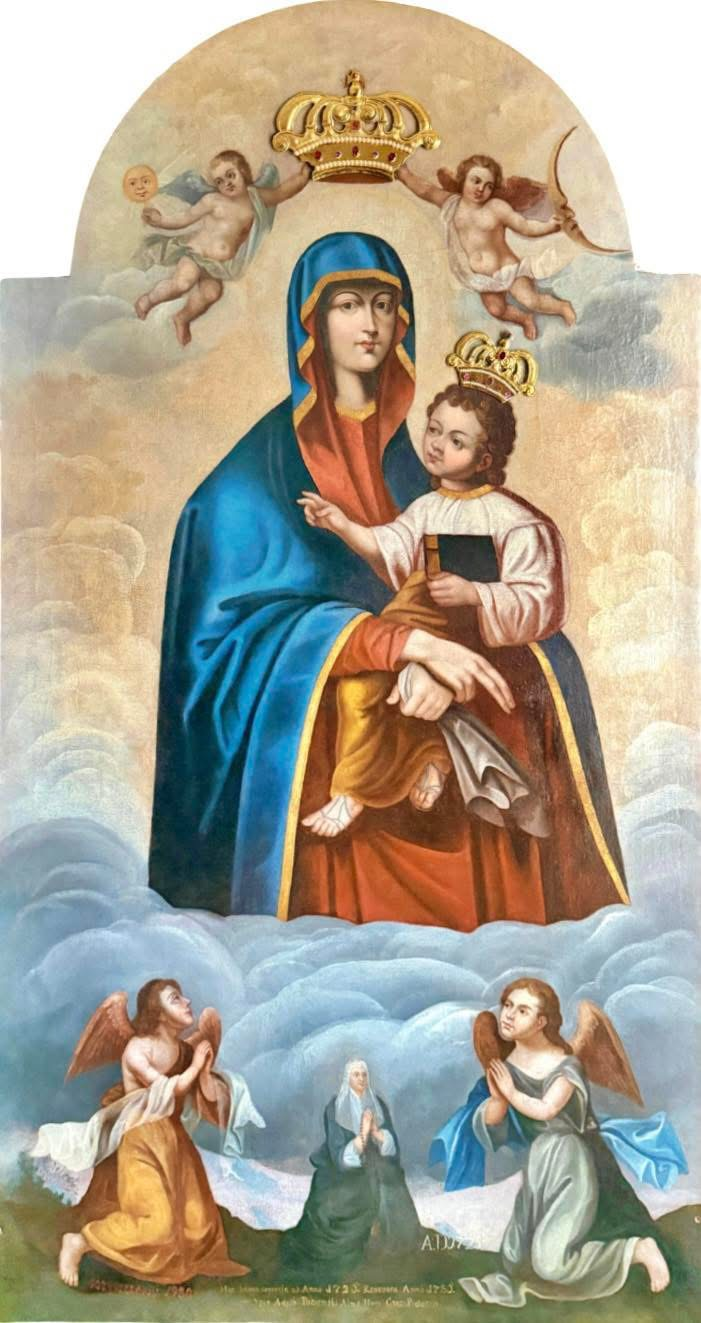
Obraz Matki Bożej Różańcowej

Kościół świętego Macieja – rzymskokatolicki kościół parafialny należący do dekanatu Andrychów diecezji bielsko-żywieckiej.
Świątynia pochodzi z 1646 roku, ale w późniejszych latach była wielokrotnie przebudowywana i rozbudowywana (m.in. w 1725 roku zostały dobudowane dwie kaplice). Jest to budowla murowana, tzynawowa, orientowana, od strony zachodniej znajduje się wieża. Interesującymi elementami wyposażenia kościoła są: barokowa chrzcielnica pochodząca z XVIII wieku, obraz Matki Bożej Królowej Różańcowej pochodzący z 1725 roku (namalowany z polecenia Salomei Czernej, ówczesnej właścicielki Andrychowa), obraz Świętej Rodziny namalowany przez Piotra Stachiewicza w 1886 roku.
Przy kościele znajdują się krypty powstałe na początku XVIII wieku. Młodsza powstała z cegły i nosi wezwanie św. Wojciecha, natomiast starsza powstała z kamienia i nosi wezwanie świętej Rodziny, dobrze zachowały się w niej stalaktytowe nacieki.
21 czerwca 2025 roku odbyła się historyczna uroczystość koronacji obrazu Matki Bożej Różańcowej papieskimi koronami. Mszy św. przewodniczył bp Roman Pindel. Było to zwieńczenie wielowiekowego kultu maryjnego w tym miejscu.